# 현대청운고등학교
현대청운고등학교(現代靑雲高等學校)는 대한민국 울산광역시 동구 서부동에 위치한 자율형 사립 고등학교이다.

## 학교 연혁
- 1976년 7월 1일 : 현대학원 설립 및 정주영 초대 이사장 취임
- 1981년 1월 15일 : 현대여자고등학교 12학급 설립인가
- 1981년 3월 1일 : 최계주 초대 교장 부임
- 1981년 3월 5일 : 校舍 준공(본관)
- 1981년 3월 10일 : 개교식 및 입학식(4학급 242명)
- 1982년 11월 20일 : 일반 교실 40실 증축(신관)
- 1983년 3월 6일 : 탁구부 창단(여고부)
- 1984년 2월 12일 : 제1회 졸업식(4학급 237명)
- 1990년 7월 17일 : 제2대 현대학원 정몽준 이사장 취임
- 1991년 3월 15일 : 학생 기숙사 ‘상록원’ 개원
- 1993년 12월 15일 : 축구부 창단(여고부)
- 2000년 3월 1일 : 현대청운고등학교로 교명 변경 및 남녀공학 실시
- 2002년 3월 4일 : 자립형 사립고등학교 전환
- 2003년 10월 31일 : ‘청운체육관’ 준공
- 2004년 3월 22일 : 학생 기숙사 ‘청운학사’ 개원 및 인조 잔디 운동장 준공
- 2010년 9월 9일 : 제3대 현대학원 민계식 이사장 취임
- 2020년 9월 1일 : 제11대 최수권 교장 부임
- 2024년 12월 26일 : 제42회 졸업식(6학급 174명, 총 13,250명)

## 갤러리

학교 본관

## 참고 자료
- 현대청운고등학교 - 한국교육학술정보원 학교알리미